# 279ª Squadriglia
La 279ª Squadriglia fu un reparto attivo nel Corpo Aeronautico del Regio Esercito (Prima guerra mondiale).

## Storia

### Prima guerra mondiale
Nel dicembre 1917 alla 15ª Sezione FBA del Porto di Cagliari arrivano 4 FBA Type H con 2 piloti.
L'11 gennaio 1918 l'hangar viene rotto dal vento e si costruisce un nuovo hangar.
In maggio arrivano altri 2 FBA ed il 31 maggio diventa 279ª Squadriglia.
Il 15 luglio lo scalo è finito ed il 26 luglio arrivano altri 4 piloti.
In settembre arriva il comandante Capitano Calogero Palamenghi con 2 SIAI S.8 ed il 25 settembre una mareggiata rompe il pontile creando problemi alla squadriglia che nel terzo trimestre ha svolto 87 esplorazioni.
Nella primavera 1919 dispone di un pilota e nel mese di maggio viene sciolta.

### Seconda guerra mondiale
La 279ª Squadriglia Aerosiluranti S.M.79 fu ricostituita nel mese di dicembre del 1940 a Gorizia. Trasferita sull'Aeroporto di Catania-Fontanarossa nel gennaio 1941 e nell'aprile all'Aeroporto di Gadurrà.
All'8 settembre 1943 era nel 131º Gruppo Aerosiluranti dell'Aeroporto di Siena-Ampugnano con 3 S.M.79 nella 3ª Squadra aerea.